# رافائل آوالوس
رافائل آوالوس (اسپانیایی: Rafael Ávalos‎؛ ۲۲ نوامبر ۱۹۲۵ – ۱۵ آوریل ۱۹۹۳) بازیکن فوتبال اهل مکزیک بود.
از باشگاه‌هایی که در آن بازی کرده‌است می‌توان به باشگاه فوتبال آتلانتی اشاره کرد.
وی همچنین در تیم ملی فوتبال مکزیک بازی کرده‌است.